# Hans-Achim Romer
Hans-Achim Romer (* 27. Februar 1939 in Insterburg) ist ein Flottillenadmiral a. D. der Deutschen Marine. In seiner letzten Verwendung war er Admiral Marineausbildung und stellvertretender Amtschef des Marineamts.

## Leben
Hans-Achim Romer trat nach dem Abitur 1958 in die Bundesmarine ein (Crew IV/58).
1960 begann er ein Studium des Schiffsmaschinenbaus und trat sieben Jahre später wieder in die Bundesmarine ein. Hier wurde er Dezernent für Schiffsantrieb im Marineamt. Es folgte eine Ausbildung im Rahmen des Lenkwaffenzerstörerprogramms (DDG). Im Anschluss war er Schiffstechnischer Offizier auf Zerstörern. 1971 wurde er Leiter des deutschen DDG-Verbindungsstabes in den USA. Seine erste ministerielle Verwendung führte ihn als Referent in das Referat Rü V 3. Von April 1981 bis September 1982 war er Kommandeur der Technischen Marineschule II. Anschließend wurde er 1982 Gruppenleiter im Marineamt und 1985 stellvertretender Admiral Marinerüstung. Romer wurde im April 1989 Abteilungsleiter für Materialbedarfsdeckung und -bewirtschaftung im Marineunterstützungskommando, ehe er Ende Januar 1993 die Aufgaben des Admiral Marinerüstung übernahm. Ebenfalls 1993 übernahm er die Leitung der Stabsabteilung II im Führungsstab der Marine (Fü M). Diese Position hatte er bis 1995 inne und wurde anschließend im Juli 1995 Stellvertreter des Amtschefs und Admiral Marineausbildung im Marineamt. Romer wurde zum 31. März 1999 in den Ruhestand versetzt.
Romer ist verheiratet und hat drei Kinder.